# Olsenbanden og Dynamitt-Harry på sporet
Olsenbanden & Dynamitt-Harry på sporet; deutscher Festivaltitel: Die Olsenbande und Dynamit-Harry auf den Gleisen, ist der achte Film aus der Filmreihe der Olsenbande (Norwegen). Die norwegische Kriminalkomödie ist ein Film von Knut Bohwim und eine  Neuverfilmung des dänischen Filmes „Die Olsenbande stellt die Weichen“ aus der Filmreihe zur Olsenbande und hatte in Norwegen am 14. Oktober 1977 ihre Premiere.

## Handlung
Nach dem erfolgreichen letzten Coup genießen Egon, Benny, Kjell und Valborg das Leben als Millionäre in ihrer Villa auf Mallorca. Sie ahnen nicht, dass ihnen „das Dumme Schwein“ (Biffen) nach Spanien gefolgt ist. Ihm gelingt es, Egon den Koffer mit seinem gesamten Vermögen zu stehlen. Der Luxusaufenthalt der Olsenbande wird dadurch jäh unterbrochen. Egon versucht mit Benny und Kjell, den Koffer aus dem Tresor der multinationalen, betrügerischen Gesellschaft „Multi-Scan“ zurückzuholen. Zu spät erkennt er, dass man ihm eine Falle gestellt hat. Er wird verhaftet, während Benny und Kjell noch rechtzeitig entkommen können. Egon wird wieder nach Norwegen ins Botsfengselet gebracht.
Nach dem Ende seiner Haft – er wird wegen guter Führung zwei Monate früher entlassen – erkundigt Egon sich im Osloer Reisebüro Tjærborg, wann bzw. ob seine Gefährten zurückgereist sind und erfährt, dass sie ihre Heimkehr von Spanien nach Norwegen längst angetreten haben. In der Nähe von Kjells Wohnung trifft er zunächst nur auf „Dynamit-Harry“, der als Sprengmeister den Auftrag hat, desolate Gebäude aus ihrem Viertel zu beseitigen. Harry gibt Egon einen Tipp, so dass er die beiden schließlich im Zentrum von Oslo auffindet. Kjell und Benny zeigen sich wieder recht desinteressiert an seinem neuen Plan. Benny verdient mittlerweile etwas Geld als Straßenhändler für Scherzartikel, bspw. einen Lachspray. Kjell versucht sich als vorgeblich behinderter Leierkastenmann. Valborg will in ihrem Haus auch keine „Verbrecher“ mehr dulden. Egon erfährt außerdem, dass Basse, der Sohn Kjells und Valborgs, nicht im Haus lebt.

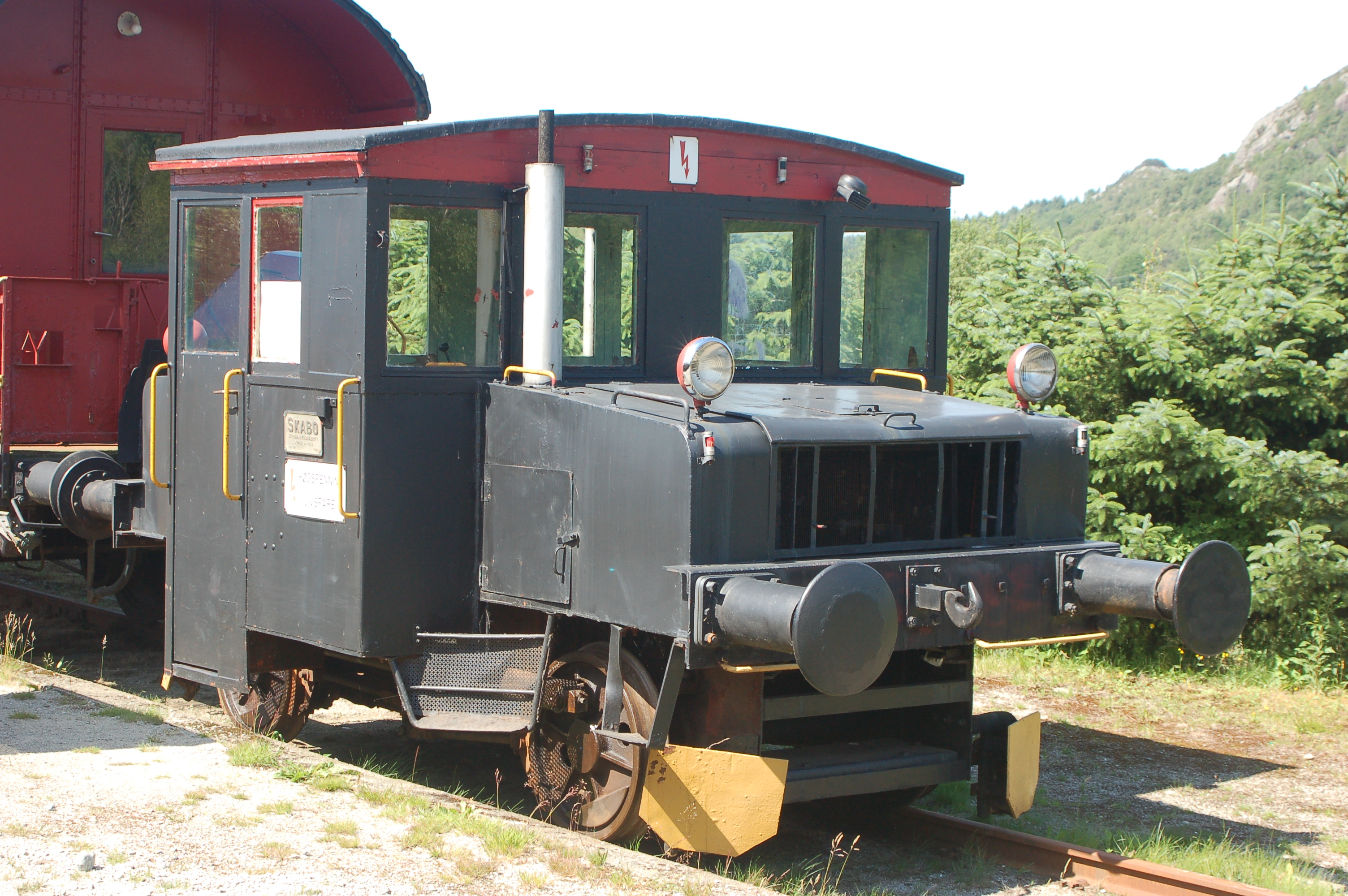
Mit einem „ausgeborgten“ Schienentraktor Skd 206 stiehlt die Bande sich einem mit Goldbarren bestückten Franz-Jäger-Tresorwaggon.

Mit der Zeit gelingt es Egon, seine Kameraden vom Plan zu begeistern. Er hat herausgefunden, dass „Multi-Scan“ das Geld in Goldbarren angelegt hat und diese in einem speziellen Tresorwaggon der Firma Franz Jäger per Bahn von Oslo über Kopenhagen-Hamburg in die Schweiz bringen will. Mittels eines kleinen Coups besorgt sich die Olsenbande bei der Spielautomatenfirma „Norsk Lykketotto A/S“ etwas Startkapital.
Anschließend stiehlt sich die Olsenbande einen kleinen Schienentraktor von Typ Skd 206 und können, getarnt als Bahnarbeiter, den Tresorwaggon aus der Zentrale von Multi-Scan in ein Hafengelände am Osloer Stadtrand fahren. Hier wollen sie die Goldbarren auf einen LKW verladen und abtransportieren. Der Lastwagen ist jedoch etwas altersschwach, als Kjell kurz vor dem Eintreffen einer Polizeistreife noch schnell auf die Ladefläche springen will, bricht er zusammen. Die Olsenbande ergreift die Flucht, muss jedoch das Gold zurücklassen. Inzwischen versucht Valborg das in Mallorca gestohlene Vermögen wiederzuerlangen: Sie erstattet Anzeige bei der Polizei und führt einen privaten Krieg mit Kriminalkommissar Hermansen. Dieser gibt den Fall entnervt an seinen Assistenten, Holm, ab. Dieser freut sich jedoch, weil er endlich seinen eigenen Fall hat.
Nachdem Egon, Benny und Kjell zu Valborg in Kjells Wohnung zurückgekehrt sind, kommt es zum Streit. Egon kehrt allein zum Rangierbahnhof zurück, um den Tresorwaggon zu suchen. Er wird jedoch vom „Dummen Schwein“ erwischt, k.o. geschlagen und in eine Kiste verpackt, die nach Australien verschickt werden soll. Benny und Kjell finden und befreien ihn. Egon wagt einen weiteren Versuch mit Dynamit-Harry, der sich diesmal als Mitarbeiter der Norwegischen Staatsbahn in einem Stellwerk ausgeben soll. Der Tresorwagen ist von der Polizei an einen Personenzug in die Schweiz angekoppelt worden. Die Olsenbande versucht mit ihrer Rangierlok, den Tresorwagen vom Zug abzukoppeln, doch es kommt wieder zu Schwierigkeiten: Am selben Zug ist der Ausflugswagen der Osloer Polizei angehängt worden, ausgerechnet mit ihren Widersachern Hermansen und Holm. Die Olsenbande hängt diesen ab und schickt die Polizisten auf ein totes Gleis, das im Gelände der Osloer Frydenlund-Brauerei endet. Das andere Problem ist schwerwiegender: Am selben Tag tritt der Sommerfahrplan in Kraft, sodass Egons Kenntnisse des Dienstfahrplans der Norwegischen Staatsbahn, den er im Gefängnis auswendig gelernt hat, wertlos werden. Kreativ wie Egon ist, verursacht er im Schaltkasten des Stellwerks einen Kurzschluss, durch den alle Signale auf Rot gestellt und die Züge zum Halten gezwungen werden. Dynamit-Harry behebt als vorgeblich neuer Mitarbeiter den Schaden am Schaltkasten und muss im Anschluss eine Diesellok fahren, obwohl er davon keine Ahnung hat. Die Olsenbande und Dynamit-Harry richten ein heilloses Chaos im NSB-Streckennetz der Bahn an. Das Dumme Schwein entdeckt schließlich die Olsenbande mit ihrem Franz-Jäger-Tresorwagen an einer Ampel und verfolgt sie mit „Multi-Scan“-Transporter durch ganz Oslo.
Es gelingt Egon, Benny und Kjell nach einer wilden Verfolgungsjagd zu entkommen. Das Fahrzeug des Dummen Schweins wird von Dynamit-Harrys planlos fahrender Diesellok an einer Kreuzung aufgegabelt und zerstört. Polizei kommt dazu, die das Dumme Schwein wegen seiner Raserei verfolgt hatte. Die Olsenbande lässt daraufhin panisch ihre Lok samt Goldbarren im Stich und entkommt. Sie hat dem Anschein nach ihre Beute erneut verloren. Das Dumme Schwein wird als Verkehrsrowdy und Dieb des Tresorwaggons verhaftet. Inzwischen ist Valborg auf dem Polizeirevier, um sich nach ihrem gestohlenen Gold zu erkundigen. Sie identifiziert durch ihre Beschreibung das Dumme Schwein als den Dieb ihres Vermögens in Mallorca. Durch ihre naive Art überzeugt Valborg die Polizei, ihr die Goldbarren auszuhändigen. Die gelangen wohlbehalten zu ihrem dänischen Geschäftspartner auf Lysaker. Egon erhält dafür von dem Dänen zahlreiche Aktien, die ihn zum Aufsichtsratsvorsitzenden seiner eigenen Aktiengesellschaft „Shipping & Oil LTD.“ machen. Benny und Kjell werden in dieser Gesellschaft Vizedirektoren.
Alles hätte demnach zur Zufriedenheit der Olsenbande enden können, wenn nicht eines Tages ein Herr vom Finanzamt erschienen wäre. Dieser findet den Fehlbetrag von 90 Millionen Kronen, für die Egon die Aktienmajorität erworben hat, nirgendwo als Einnahme verbucht. Als Strafe muss er zum Ausgleich aller Gebühren und Nachzahlungen 270 Millionen Norwegischen Kronen und 35 Öre zahlen. Da Egon diese Summe nicht begleichen kann, wird er wegen Steuerhinterziehung erneut verhaftet.

## Kritiken
„Ziemlich einfältig - Die Schlichtkomik feiert neue Triumphe. Dialoge wie Situationen gehören eher zu der einfältigen art. die Schauspieler werden von der Regie dazu angehalten, ganz kolossal zu outrieren. in dem Trio ist es wieder Carsten Byhring, der sich auszeichnet - sein kleiner verhutzelter Kjell zeigt wieder einmal diese Verletzlichkeit, die Schauspieler zu etwas ganz persönlichem in diesem Film entwickelt hat. Die beiden anderen Banden-Mitglieder - Arver Opsahl, Sverre Holm - spielen wie üblich routiniert und selbstverständlich. Mehr Einfühlsamkeit - wenn man von so Feinem bei einem derartigen Film sprechen darf - zeigt Aud Schønemann als Valborg und Sverre Wilberg als Polizist und ewiger Feind der Bande.“

„Schöner Zeitvertreib - Immer wenn die Kritikerschar sich über fehlendes Ambitionsniveau, Schlichtkomik und minimales Vergnügen auslässt, guckt die Filmbranche verletzt und redet ihrerseits von Snobismus, Humorlosigkeit und mangelnder Volkstümlichkeit usw. so wissen wir jedenfalls, wo wir gegenseitig stehen. Aber die große Masse der Kinogänger schert sich einen deut darum und strömt zur Olsenbande., weil diese einen schönen Zeitvertreib bietet. ( ... ) denn auch bei diesem 8. Mal ist es ja so. dass die die Olsenbande mögen, genau wissen, wohin sie gehen, ebenso wie die, die es nicht tun, wissen wie sich entziehen wollen. Das war also der heutige Ratschlag für den Verbraucher.“

## Trivia
- Der Polizeichef ist nur in einer Szene zu sehen, in der er eine Karnevalsmaske trägt. Hinter dieser verbirgt sich der Schauspieler Wilfred Breistrand, der schon in dem Film Olsen-banden møter kongen og knekten den Polizeichef darstellte.
- Dies ist der erste Film der norwegischen Olsenbande, wo Øivind Blunck in der Rolle als Hermansens Assistent Holm auftritt, die er von nun auch in den weiteren Fortsetzungen spielte.
- Da die norwegische Produktionsfirma der norwegischen Olsenbanden-Filme „Teamfilm A/S“ zunächst Bedenken wegen der Fortführung der Serie hatte, wurde die Neuverfilmung des dänischen Filmes „Die Olsenbande stellt die Weichen“ erst zwei Jahre später nachgeholt. Das dänische Original hatte im September 1975 seine Premiere, dagegen diese Neuverfilmung erst im Oktober 1977.
- Ursprünglich sollte – entsprechend dem dänischen Drehbuch – Pål Johannessen als Basse Jensen (Sohn von Kjell und Valborg) mitspielen. Aber es gab hier die gleichen Probleme wie mit seinem dänischen Pendant Børge Jensen (gespielt von Jes Holtsø) in den originalen Verfilmungen. Dieser hatte auch im pubertären Alter keine Lust mehr seine Rolle zu spielen.[5] In Norwegen füllte man die Lücke mit der Rolle des Dynamit-Harry (gespielt von Harald Heide-Steen junior), der schon mehrere Auftritte bei den norwegischen Olsens gehabt hatte.
- Aus der dänischen Vorlage Die Olsenbande stellt die Weichen wurden einige Szenen, die am Anfang des Filmes in Spanien handeln, und einige kleine Ausschnitte – nachdem auf den Schienen alles stillsteht, übernommen. Dagegen wurden aber die anderen Szenen in Spanien in der gleichen Villa „Casa Olsen“ wie bei der dänischen Olsenbande neu mit der norwegischen Bande gedreht. Des Weiteren spielen die beiden spanischen Polizisten (die Egon verhaften) und auch der spanische Kellner der Villa „Casa Olsen“ in der dänischen sowie norwegischen Verfilmung mit.
- Die Drehorte waren Oslo, die Costa del Sol in Spanien und Málaga in Andalusien. Bei der dänischen Erstverfilmung „Die Olsenbande stellt die Weichen“ sowie auch bei dem norwegischen Remake „Olsenbanden & Dynamit-Harry auf den Gleisen“ wurde am gleichen spanischen Drehort gedreht, obwohl bei beiden Banden der Handlungsort eigentlich Mallorca ist.
- Der dänische Schauspieler Ove Verner Hansen tritt erstmals in der norwegischen Olsenbande in der Rolle als Biffen (dänisch: Bøffen, deutsch: Dummes Schwein) auf, die er weiterhin auch bei beiden Versionen der Olsenbande ausführte.
- Für den Einsatz im Film auf den Gleisen der Norwegischen Staatsbahn wurde auch hier ein eigener Waggon zum Franz-Jäger-Berlin-Tresorwagen umgebaut.
- Die Holz-Goldbarrenkisten aus dem Franz-Jäger-Tresorwagen mit der Bezeichnung Art & Kunst wurden auch schon in der originalen dänischen Olsenbanden-Verfilmung Die Olsenbande stellt die Weichen verwendet. Die gleichen Holzkisten tauchen wieder im elften norwegischen Olsen-Film Olsenbanden gir seg aldri! in einem Raum des Tower of London auf, aus dem Egon und Benny sich einen roten Koffer stehlen.